# Hysteropterum orientale
Hysteropterum orientale är en insektsart som beskrevs av Kusnezov 1926. Hysteropterum orientale ingår i släktet Hysteropterum och familjen sköldstritar. Inga underarter finns listade i Catalogue of Life.